# Alekseï Jitnik
Temple de la renommée russe : 2014
Alekseï Nikolaïevitch Jitnik - en ukrainien : Олексій Житник, Oleksiy Zhytnyk, en russe : Алексей Николаевич Житник et en anglais : Alexei Zhitnik - (né le 10 octobre 1972 à Kiev en République socialiste soviétique d'Ukraine) est un joueur professionnel de hockey sur glace Ukraino-russe. Il évolue au poste de défenseur.

## Biographie

### Carrière en club
Il commence sa carrière professionnelle en 1989 avec le club soviétique du HK Sokol Kiev en Superliga, club avec lequel il joue deux saisons. Lors du repêchage d'entrée dans la LNH 1991, il est choisi en 81e position par les Kings de Los Angeles. Il s'engage avec le HK CSKA Moscou pour une saison supplémentaire en Superliga puis rejoint la Ligue nationale de hockey pour la saison 1992-1993.
Il fait ses débuts en LNH le 6 octobre 1992 contre les Flames de Calgary et récolte son premier point ce jour-là. Neuf jours plus tard, le 15 octobre, il inscrit son premier but contre ces mêmes Flames. Sa première saison dans la LNH le consacre deuxième meilleur défenseur recrue avec 48 points, remportant, en compagnie de Darryl Sydor, le titre de meilleur recrue des Kings. Il prend une part importante dans les succès des Kings cette année-là en série éliminatoire, inscrivant 12 points en 24 matchs, quand ceux-ci ne chutent qu'en finale contre les Canadiens de Montréal.
Après une deuxième saison avec les Kings de Wayne Gretzky, il est échangé aux Sabres de Buffalo le 14 février 1995 en compagnie de Robb Stauber, Charlie Huddy et un choix de repêchage contre Grant Fuhr, Denis Tsygourov et Philippe Boucher. Il devient une pièce maitresse de l'équipe avec laquelle il enregistre des records personnels de 15 buts, 3 buts en infériorité numérique et un différentiel de +19 lors de la saison 1997-1998 où il mène également l'équipe avec 30 aides. Avec les Sabres, il joue une nouvelle finale, encore perdue, en 1999, saison où il joue son premier Match des étoiles. Bien que les Sabres terminent derniers de la division Nord-Est au cours de la saison 2001-2002, il joue son deuxième Match des étoiles en février 2002. Il reste lié aux Sabres jusqu'au lock-out de la saison 2004-2005 où il retourne jouer en Russie avec le Ak Bars Kazan.
La saison suivante, il signe un contrat de quatre ans avec les Islanders de New York. Bien que manquant 18 matchs en raison d'une fracture de la cheville, il termine deuxième meilleur buteur des défenseurs de l'équipe.
Le 16 décembre 2006, afin d'alléger leur masse salariale, les Islanders l'échangent aux Flyers de Philadelphie contre Freddy Meyer et un choix conditionnel de troisième ronde de repêchage. Le 20 février 2007, il devient le huitième défenseur non nord-américain et le premier né dans l'ex URSS à jouer son 1000e match de LNH. Ces prédécesseurs furent Nicklas Lidstrom, Borje Salming, Calle Johansson, Ulf Samuelsson, Fredrik Olausson (tous suédois), Petr Svoboda (République tchèque) et Teppo Numminen (Finlande). Quatre jours plus tard, le 24 février, il est à nouveau échangé, cette fois-ci aux Thrashers d'Atlanta qui ont besoin d'expérience en série éliminatoire, contre Braydon Coburn.
En 2008, il signe au HK Dinamo Moscou. La Superliga est remplacée par une nouvelle compétition en Eurasie, la Ligue continentale de hockey.

### Carrière internationale
Jitnik a joué pour l'équipe d'URSS jusqu'à l'éclatement de celle-ci. Bien qu'étant né en Ukraine, il a ensuite choisi d'évoluer pour l'équipe de Russie.

## Statistiques
| Saison     | Équipe                 | Ligue      |       | Saison régulière | Saison régulière | Saison régulière | Saison régulière | Saison régulière |   | Séries éliminatoires | Séries éliminatoires | Séries éliminatoires | Séries éliminatoires | Séries éliminatoires |
| Saison     | Équipe                 | Ligue      | PJ    | B                | A                | Pts              | Pun              | PJ               | B | A                    | Pts                  | Pun                  |                      |                      |
| 1989-1990  | HK Sokol Kiev          | URSS       | 32    | 3                | 4                | 7                | 16               | -                | - | -                    | -                    | -                    |                      |                      |
| 1990-1991  | HK Sokol Kiev          | URSS       | 46    | 1                | 4                | 5                | 46               | -                | - | -                    | -                    | -                    |                      |                      |
| 1991-1992  | HK CSKA Moscou         | Superliga  | 36    | 2                | 7                | 9                | 48               | -                | - | -                    | -                    | -                    |                      |                      |
| 1992-1993  | Kings de Los Angeles   | LNH        | 78    | 12               | 36               | 48               | 80               | 24               | 3 | 9                    | 12                   | 26                   |                      |                      |
| 1993-1994  | Kings de Los Angeles   | LNH        | 81    | 12               | 40               | 52               | 101              | -                | - | -                    | -                    | -                    |                      |                      |
| 1994-1995  | Kings de Los Angeles   | LNH        | 11    | 2                | 5                | 7                | 27               | -                | - | -                    | -                    | -                    |                      |                      |
| 1994-1995  | Sabres de Buffalo      | LNH        | 21    | 2                | 5                | 7                | 34               | 5                | 0 | 1                    | 1                    | 14                   |                      |                      |
| 1995-1996  | Sabres de Buffalo      | LNH        | 80    | 6                | 30               | 36               | 58               | -                | - | -                    | -                    | -                    |                      |                      |
| 1996-1997  | Sabres de Buffalo      | LNH        | 80    | 7                | 28               | 35               | 95               | 12               | 1 | 0                    | 1                    | 16                   |                      |                      |
| 1997-1998  | Sabres de Buffalo      | LNH        | 78    | 15               | 30               | 45               | 102              | 15               | 0 | 3                    | 3                    | 36                   |                      |                      |
| 1998-1999  | Sabres de Buffalo      | LNH        | 81    | 7                | 26               | 33               | 96               | 21               | 4 | 11                   | 15                   | 52                   |                      |                      |
| 1999-2000  | Sabres de Buffalo      | LNH        | 74    | 2                | 11               | 13               | 95               | 4                | 0 | 0                    | 0                    | 8                    |                      |                      |
| 2000-2001  | Sabres de Buffalo      | LNH        | 78    | 8                | 29               | 37               | 75               | 13               | 1 | 6                    | 7                    | 12                   |                      |                      |
| 2001-2002  | Sabres de Buffalo      | LNH        | 82    | 1                | 33               | 34               | 80               | -                | - | -                    | -                    | -                    |                      |                      |
| 2002-2003  | Sabres de Buffalo      | LNH        | 70    | 3                | 18               | 21               | 85               | -                | - | -                    | -                    | -                    |                      |                      |
| 2003-2004  | Sabres de Buffalo      | LNH        | 68    | 4                | 24               | 28               | 102              | -                | - | -                    | -                    | -                    |                      |                      |
| 2004-2005  | Ak Bars Kazan          | Superliga  | 23    | 1                | 8                | 9                | 30               | 4                | 0 | 0                    | 0                    | 2                    |                      |                      |
| 2005-2006  | Islanders de New York  | LNH        | 59    | 5                | 24               | 29               | 88               | -                | - | -                    | -                    | -                    |                      |                      |
| 2006-2007  | Islanders de New York  | LNH        | 30    | 2                | 9                | 11               | 40               | -                | - | -                    | -                    | -                    |                      |                      |
| 2006-2007  | Flyers de Philadelphie | LNH        | 31    | 3                | 10               | 13               | 38               | -                | - | -                    | -                    | -                    |                      |                      |
| 2006-2007  | Thrashers d'Atlanta    | LNH        | 18    | 2                | 12               | 14               | 14               | 4                | 0 | 0                    | 0                    | 4                    |                      |                      |
| 2007-2008  | Thrashers d'Atlanta    | LNH        | 65    | 3                | 5                | 8                | 58               | -                | - | -                    | -                    | -                    |                      |                      |
| 2008-2009  | HK Dinamo Moscou       | KHL        | 56    | 4                | 7                | 11               | 58               | 12               | 1 | 2                    | 3                    | 22                   |                      |                      |
| 2009-2010  | HK Dinamo Moscou       | KHL        | 56    | 0                | 7                | 7                | 60               | -                | - | -                    | -                    | -                    |                      |                      |
| Totaux LNH | Totaux LNH             | Totaux LNH | 1 085 | 96               | 375              | 471              | 1 268            | 98               | 9 | 30                   | 39                   | 168                  |                      |                      |

| Saison | Équipe                            | Compétition                 |   | PJ | B | A | Pts | Pun                        |  | Résultat |
| 1990   | URSS -18 ans                      | Championnat d'Europe junior | 6 | 2  | 2 | 4 | 2   | Médaille d'argent          |  |          |
| 1991   | URSS -20 ans                      | Championnat du monde junior | 7 | 1  | 1 | 2 | 2   | Médaille d'argent          |  |          |
| 1991   | URSS                              | Coupe Canada                | 5 | 0  | 0 | 0 | 4   | Défaite en quart de finale |  |          |
| 1992   | Équipe unifiée de l’ex-URSS       | Jeux olympiques             | 8 | 1  | 0 | 1 | 0   | Médaille d'or              |  |          |
| 1992   | Communauté des États indépendants | Championnat du monde junior | 7 | 1  | 1 | 2 | 2   | Médaille d'or              |  |          |
| 1992   | Russie                            | Championnat du monde        | 6 | 0  | 2 | 2 | 6   | Cinquième place            |  |          |
| 1994   | Russie                            | Championnat du monde        | 6 | 1  | 0 | 1 | 8   | Cinquième place            |  |          |
| 1996   | Russie                            | Coupe du monde              | 3 | 0  | 1 | 1 | 2   | Médaille de bronze         |  |          |
| 1996   | Russie                            | Championnat du monde        | 8 | 1  | 1 | 2 | 6   | Quatrième place            |  |          |
| 1998   | Russie                            | Jeux olympiques             | 6 | 0  | 2 | 2 | 2   | Médaille d'argent          |  |          |
| 2000   | Russie                            | Championnat du monde        | 6 | 0  | 1 | 1 | 2   | Onzième place              |  |          |
| 2008   | HK Dinamo Moscou                  | Coupe Spengler              | 4 | 0  | 1 | 1 | 2   | Vainqueur                  |  |          |

## Trophées et honneurs personnels

### Ligue nationale de hockey
- 1999 : participe au 49e Match des étoiles.
- 2002 : participe au 52e Match des étoiles.

### Championnat du monde
- 1996 : nommé meilleur défenseur.
- 1996 : nommé dans l'équipe type.

### Coupe Spengler
- 2009 : nommé dans l'équipe type.

### Ligue continentale de hockey
- 2008-2009 : sélectionné avec la sélection Iachine pour le Match des étoiles.